# Achillea salicifolia
Achillea salicifolia là một loài thực vật có hoa trong họ Cúc. Loài này được Besser mô tả khoa học đầu tiên năm 1812.